# Polyacrylate

Allgemeine Struktur von Polyacrylaten

Polyacrylate (Polyacrylsäureester) sind aus Estern der Acrylsäure (Acrylsäureester) hergestellte Polymere. Sie sind Kunststoffe, die unter anderem in Lacken und als Dispergiermittel für Klebstoffe verwendet werden. 
Hergestellt werden sie über radikalische Kettenpolymerisation in wässrigen Lösungen, Emulsionen (Emulsionspolymerisation) oder durch Substanzpolymerisation mit einem Endprodukt als Pulver.
Häufig werden die Polyacrylate als Copolymere hergestellt, beispielsweise mit Estern der Methacrylsäure. Generell lassen sich die unterschiedlichsten Eigenschaften dieser Polymere durch Copolymerisation in einem sehr breiten Fenster einstellen. Zu unterteilen sind die Polyacrylate in hoch- und niedermolekulare Polymere. 
Polyacrylat-Kautschuk ist ein Synthesekautschuk, der aus Acrylsäure-Alkylester (Ethyl- oder Butyl-Ester) besteht und beständig gegen Hitze und Mineralöle ist.

## Monomere für Polyacrylate
Folgend eine Liste mit Monomeren, welche in Polyacrylaten für die Anwendung in Lacken und Farben genutzt werden.
Monomere als Acrylester ohne weitere funktionelle Gruppe:
- Methylacrylat
- Ethylacrylat
- n-Butylacrylat
- iso-Butylacrylat
- tert-Butylacrylat
- 2-Ethylhexylacrylat
- Laurylacrylat
- Stearylacrylat
- Benzylacrylat

Monomere als Methacrylester ohne weitere funktionelle Gruppe:
- Methylmethacrylat
- Ethylmethacrylat
- Isopropylmethacrylat
- n-Butylmethacrylat
- iso-Butylmethacrylat
- tert-Butylmethacrylat
- Neopentylmethacrylat
- 2-Ethylhexylmethacrylat
- Laurylmethacrylat
- Stearylmethacrylat
- Cyclohexylmethacrylat
- Benzylmethacrylat

Monomere mit weiteren funktionellen Gruppen:
- 2-Hydroxyethylacrylat
- 2-Hydroxypropylacrylat
- 2-Hydroxyethylmethacrylat
- 2-Hydroxypropylmethacrylat
- Butandiol-1,4-monoacrylat
- Acrylsäure
- Methacrylsäure
- N,N-Dimethylaminoethylacrylat
- N,N-Dimethylaminoethylmethacrylat
- Acrylamid
- Methacrylamid
- Glycidylmethacrylat

Monomere welche weder auf Acrylsäure noch Methacrylsäure basieren, aber in Polyacrylatharzen eingesetzt werden (Comonomere):
- Styrol
- Acrylnitril
- p-Vinyltoluol
- Alpha-Methylstyrol
- N-Vinylpyrrolidon
- N-Vinylcaprolactam